# Adaptación humana a las grandes altitudes
La adaptación humana a las grandes altitudes es un caso de modificación evolutiva en ciertas poblaciones humanas, como las del Tíbet en Asia, los Andes de América y Etiopía en África, que han adquirido la capacidad de sobrevivir a altitudes superiores a los 2500 m. Esta adaptación supone respuestas fisiológicas irreversibles a largo plazo a los entornos de gran altitud, asociadas a cambios genéticos y de comportamiento heredables. Mientras que el resto de la población humana sufriría graves consecuencias para la salud a grandes altitudes, los habitantes autóctonos de estas regiones prosperan en las zonas más altas del mundo. Estas personas han sufrido grandes cambios fisiológicos y genéticos, sobre todo en los sistemas reguladores de la respiración del oxígeno y la circulación sanguínea, en comparación con la población general de las tierras bajas.
Alrededor de 81,6 millones de seres humanos (aproximadamente el 1,1 % de la población humana mundial) viven permanentemente a altitudes superiores a los 2500 m, lo que parecería poner a estas poblaciones en riesgo de padecer mal crónico de montaña. Sin embargo, las poblaciones de gran altitud de Sudamérica, África Oriental y Asia del Sur han vivido allí durante milenios sin complicaciones aparentes. Esta adaptación especial se reconoce ahora como un ejemplo de selección natural en acción. La adaptación de los tibetanos es el ejemplo más rápido conocido de evolución humana, ya que se calcula que se produjo entre 1000 y 7000 años a. C.

## Origen y bases

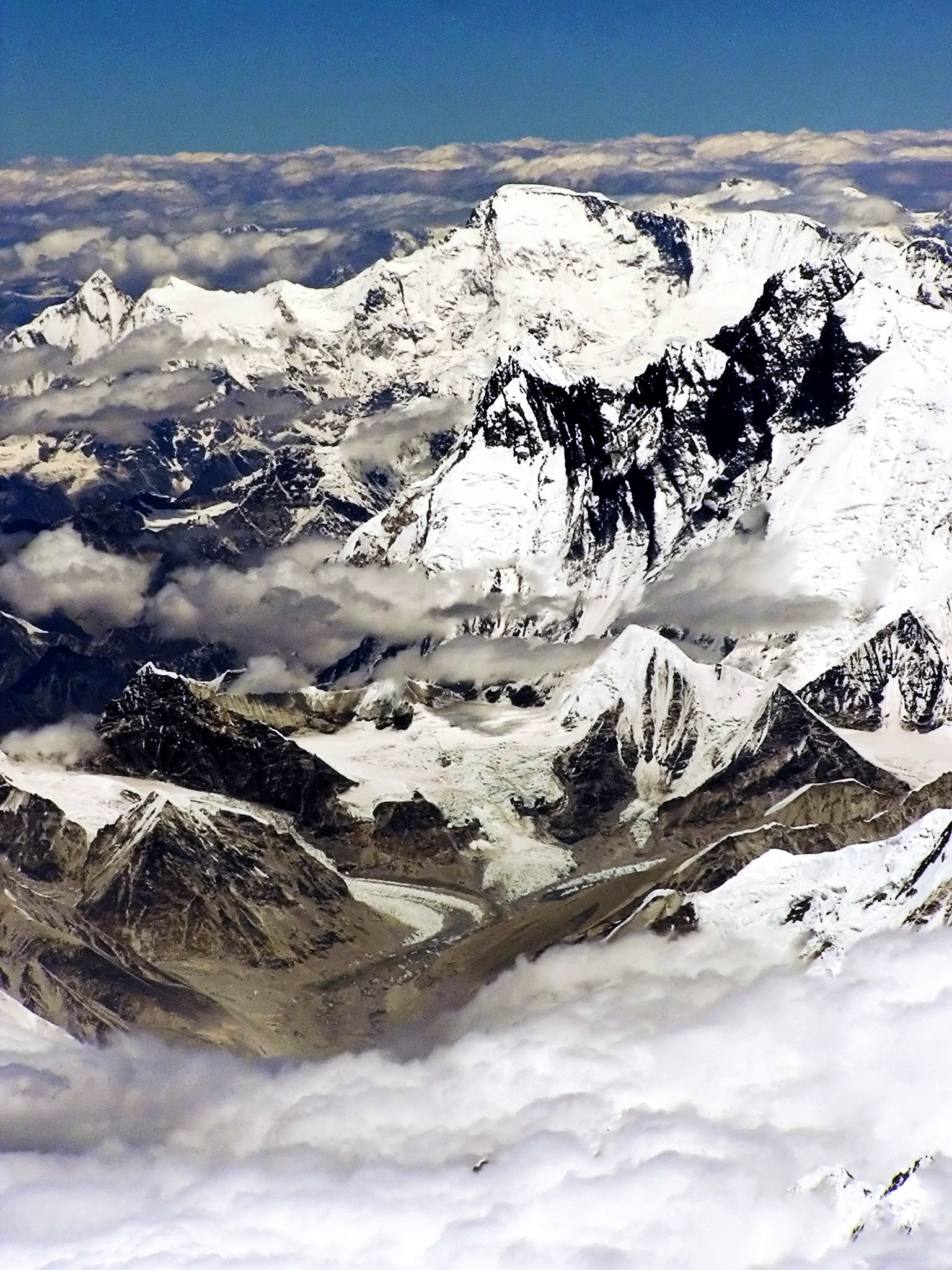
Himalaya, en el borde meridional de la meseta tibetana.

En general, los seres humanos están adaptados a entornos de tierras bajas en los que abunda el oxígeno. A altitudes superiores a los 2500 m, las personas experimentan el mal de altura, que es un tipo de hipoxia, un síndrome clínico de falta grave de oxígeno. Algunos humanos desarrollan la enfermedad a partir de los 1500 m. Los síntomas incluyen fatiga, mareos, disnea, dolores de cabeza, insomnio, malestar, náuseas, vómitos, dolor corporal, pérdida de apetito, zumbidos en los oídos, ampollas y morados en manos y pies, y dilatación de los vasos sanguíneos.
La enfermedad se ve agravada por síntomas relacionados como el edema cerebral (inflamación del cerebro) y el edema pulmonar (acumulación de líquido en los pulmones). Durante varios días, las personas que experimentan los efectos de la hipoxia a gran altitud muestran una actividad respiratoria elevada y unas condiciones metabólicas elevadas que persisten durante los periodos de descanso. Posteriormente, las personas afectadas experimentarán un descenso lento de la frecuencia cardiaca. La hipoxia es una de las principales causas de muerte en los grupos de montañeros, lo que la convierte en un factor de riesgo importante en los desafíos relacionados con la altitud. En las mujeres, el embarazo puede verse gravemente afectado, con el desarrollo de preeclampsia, que provoca un parto prematuro, bajo peso al nacer de los bebés y, a menudo, se complica con hemorragias profusas, convulsiones o la muerte de la madre.
Se calcula que 81,6 millones de seres humanos viven a una altitud superior a los 2500 metros sobre el nivel del mar, de los cuales 21,7 millones residen en Etiopía, 12,5 millones en China, 11,7 millones en Colombia, 7,8 millones en Perú y 6,2 millones en Bolivia. Ciertos nativos del Tíbet, Etiopía y los Andes llevan generaciones viviendo a estas grandes altitudes y son resistentes a la hipoxia como consecuencia de una adaptación genética. Se calcula que a 4000 metros de altitud, cada bocanada de aire contiene aproximadamente el 60 % de las moléculas de oxígeno que se encuentran en una bocanada de aire a nivel del mar, por lo que los habitantes de las tierras altas están constantemente expuestos a un entorno con poco oxígeno y, sin embargo, viven sin problemas debilitantes.
Uno de los efectos mejor documentados de la altitud sobre las mujeres no adaptadas es la reducción progresiva del peso al nacer. Por el contrario, se sabe que las mujeres de poblaciones de las grandes altitudes que llevan mucho tiempo viviendo allí dan a luz a bebés de mayor peso que las mujeres de las tierras bajas. Esto es especialmente cierto entre los bebés tibetanos, cuyo peso medio al nacer está entre 294 y 650 g (~470 g) más que el de la población china circundante y su nivel de oxígeno en sangre es considerablemente más alto.
A. Roberto Frisancho, de la Universidad de Michigan, inició la investigación científica sobre la adaptación a la altitud a finales de la década de 1960 entre los quechuas de Perú. Paul T. Baker, del Departamento de Antropología de la Universidad Estatal de Pensilvania, también llevó a cabo un gran número de investigaciones sobre la adaptación humana a las grandes altitudes y fue mentor de estudiantes que continuaron estas investigaciones. Una de estas estudiantes, la antropóloga Cynthia Beall, de la Universidad Case de la Reserva Occidental, empezó a investigar durante décadas la adaptación a la altitud entre los tibetanos a principios de la década de 1980.

## Base fisiológica
Entre las distintas poblaciones nativas de las tierras altas, las respuestas fisiológicas subyacentes a la adaptación difieren. Por ejemplo, entre cuatro características cuantitativas, como la ventilación en reposo, la respuesta ventilatoria hipóxica, la saturación de oxígeno y la concentración de hemoglobina, los niveles de variación son significativamente diferentes entre los tibetanos y los aimaras. La metilación también influye en la oxigenación.

### Tibetanos

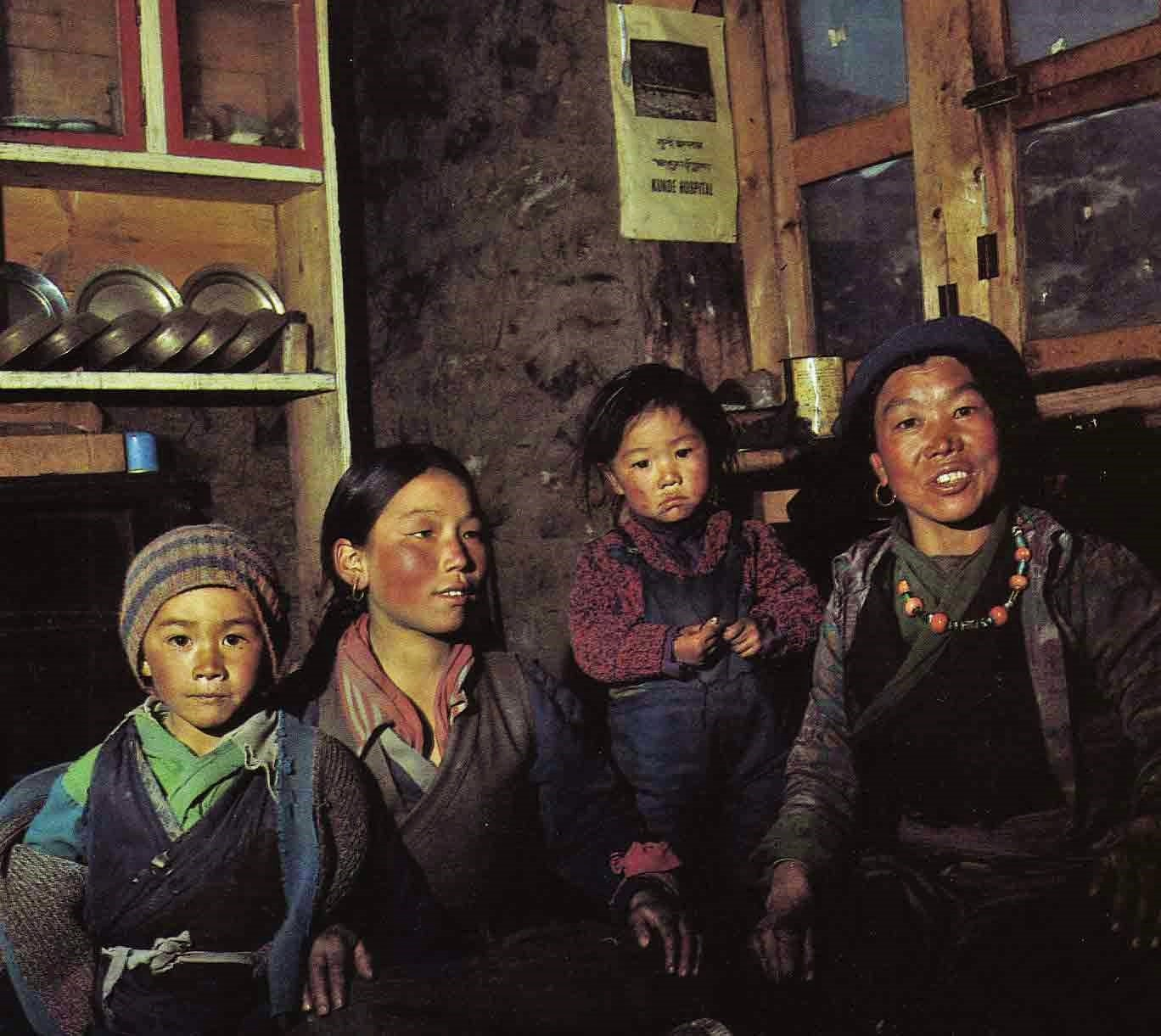
Una familia Sherpa.

A principios del siglo XX, los investigadores observaron las impresionantes capacidades físicas de los tibetanos durante las expediciones de escalada al Himalaya. Consideraron la posibilidad de que estas capacidades fueran el resultado de una adaptación genética evolutiva a las condiciones de gran altitud. La meseta tibetana tiene una altitud media de 4000 metros sobre el nivel del mar y abarca más de 2,5 millones de km2; es la meseta más alta y más grande del mundo. En 1990, se calculaba que 4 594 188 tibetanos vivían en la meseta, el 53 % a más de 3500 m de altitud. Un número bastante elevado (unos 600 000) vive a una altitud superior a los 4500 m en la zona de Chantong-Qingnan.
Los tibetanos que llevan 3000 años viviendo en la zona de Chantong-Qingnan no presentan las mismas concentraciones elevadas de hemoglobina para hacer frente a la falta de oxígeno que se observan en otras poblaciones que se han trasladado temporal o permanentemente a grandes altitudes. En cambio, los tibetanos inhalan más aire en cada respiración y respiran más rápidamente que las poblaciones situadas al nivel del mar o los andinos. La población tibetana tienen una mejor oxigenación al nacer, mayores volúmenes pulmonares durante toda la vida y una mayor capacidad para el ejercicio. Muestran un aumento sostenido del flujo sanguíneo cerebral, una menor concentración de hemoglobina y una menor susceptibilidad al mal de montaña crónico que otras poblaciones debido a su larga historia de asentamientos a gran altitud.
Con la preparación física adecuada, los individuos pueden desarrollar tolerancia a corto plazo a las condiciones de gran altitud. Sin embargo, estos cambios biológicos son temporales y se revierten al volver a cotas más bajas. Además, mientras que los habitantes de las tierras bajas suelen respirar más durante unos pocos días después de alcanzar grandes altitudes, los tibetanos mantienen una respiración rápida y una capacidad pulmonar elevada durante toda su vida, lo que les permite inhalar grandes cantidades de aire por unidad de tiempo para compensar los bajos niveles de oxígeno. Además, los tibetanos suelen tener niveles significativamente más altos de óxido nítrico en sangre, a menudo el doble que los habitantes de las tierras bajas. Es probable que esto contribuya a mejorar la circulación sanguínea al favorecer la vasodilatación.
Además, su nivel de hemoglobina no difiere significativamente (una media de 15,6 g/dl en los hombres y 14,2 g/dl en las mujeres) de quienes viven a baja altitud.  Prueba de ello es que los alpinistas experimentan un aumento de más de 2 g/dl en los niveles de hemoglobina en dos semanas en el campamento base del Everest. Por consiguiente, los tibetanos demuestran la capacidad de mitigar los efectos de la hipoxia y el mal de montaña durante toda su vida. Incluso cuando ascienden a picos extraordinariamente altos como el Everest, muestran una captación de oxígeno constante, una mayor ventilación, respuestas ventilatorias hipóxicas aumentadas, volúmenes pulmonares expandidos, mayores capacidades de difusión, peso corporal estable y mejor calidad del sueño en comparación con las poblaciones de las tierras bajas.

### Andinos
A diferencia de los tibetanos, los habitantes de las tierras altas andinas muestran patrones diferentes de adaptación de la hemoglobina. Su concentración de hemoglobina es superior a la de la población de las tierras bajas, lo que también les ocurre a los habitantes de las tierras bajas que se trasladan a grandes altitudes. Cuando pasan algunas semanas en las tierras bajas, su hemoglobina desciende a los mismos niveles que la de los humanos de las tierras bajas. Sin embargo, a diferencia de los humanos de las tierras bajas, tienen mayores niveles de oxígeno en su hemoglobina; es decir, más oxígeno por volumen de sangre. Esto les confiere la capacidad de transportar más oxígeno en cada glóbulo rojo, lo que se traduce en un transporte más eficaz del oxígeno por todo el cuerpo, lo que permite a los andinos superar la hipoxia y reproducirse normalmente sin riesgo de muerte para la madre o el bebé. Tienen un mayor volumen pulmonar residual adquirido durante el desarrollo y un aumento asociado del área alveolar, que se complementan con un mayor grosor de los tejidos y un aumento moderado de los glóbulos rojos. Aunque los niños andinos muestran un retraso en el crecimiento corporal, el cambio en el volumen pulmonar se acelera.

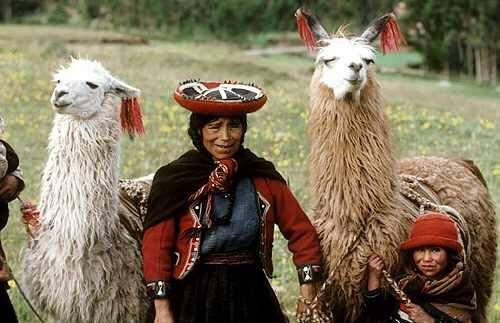
Mujer quechua con llamas.

Entre los pueblos quechuas del altiplano, existe una variación significativa en NOS3 (el gen que codifica la óxido nítrico sintasa endotelial, eNOS), que se asocia con niveles más altos de óxido nítrico a gran altitud. Los niños nuñoa de ascendencia quechua presentan un mayor contenido de oxígeno en sangre (91,3) y una frecuencia cardiaca más baja (84,8) que sus compañeros de otras etnias, que tienen una media de 89,9 de oxígeno en sangre y una frecuencia cardiaca de 88 a 91. Las mujeres quechuas tienen un volumen pulmonar comparativamente mayor para aumentar la respiración.

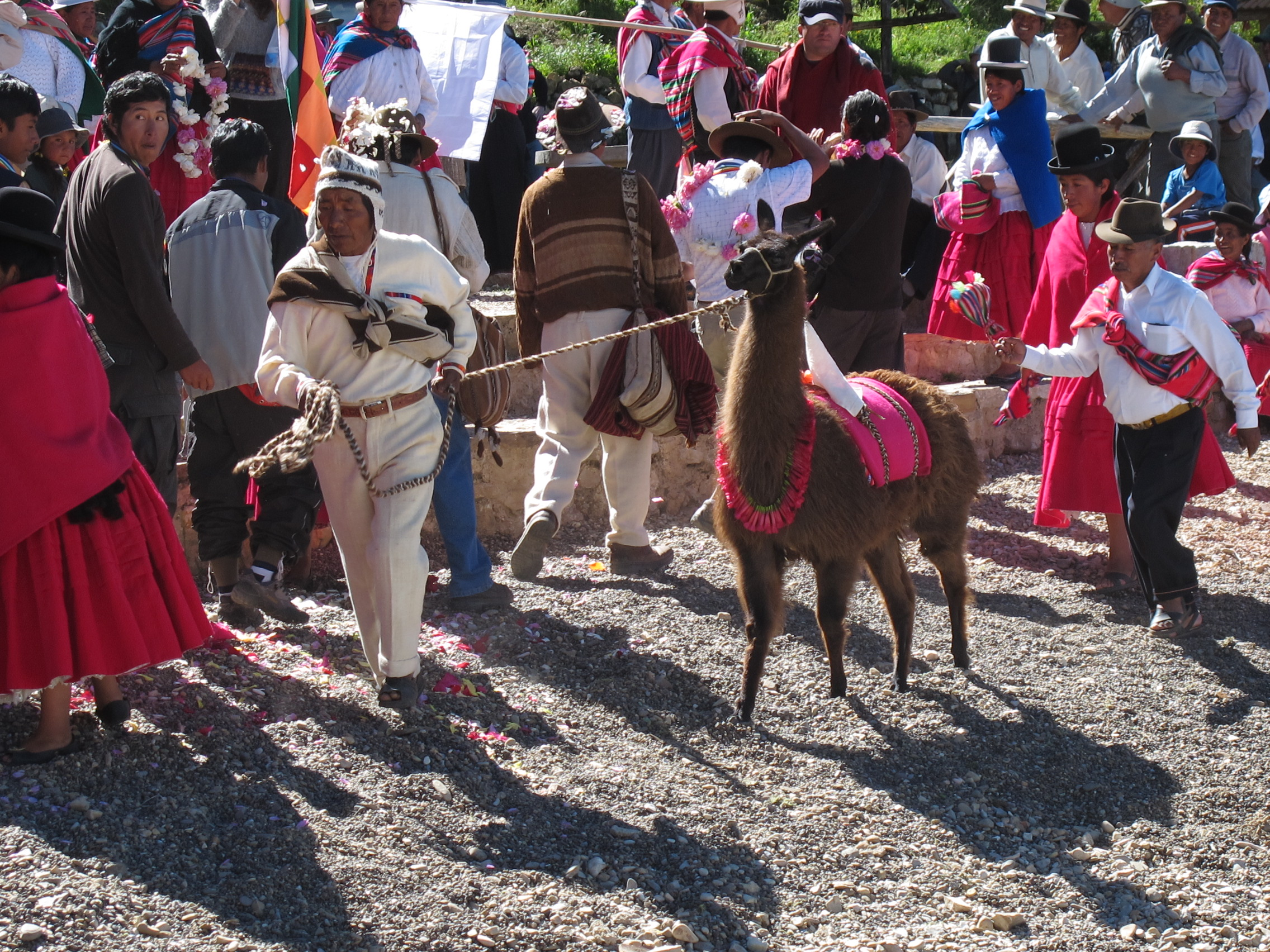
Ceremonia aimara.

Las comparaciones de los perfiles sanguíneos muestran que, entre los andinos, los aimaras de tierras altas están mejor adaptados a las grandes altitudes que los quechuas. Entre los aimaras bolivianos, la ventilación en reposo y la respuesta ventilatoria hipóxica eran bastante bajas (aproximadamente 1,5 veces más bajas) en comparación con las de los tibetanos. La variación genética intrapoblacional era relativamente menor entre los aimaras. Además, en comparación con los tibetanos, los niveles de hemoglobina en sangre a gran altitud entre los aimaras son notablemente superiores, con una media de 19,2 g/dl para los hombres y 17,8 g/dl para las mujeres.

### Etíopes
Los habitantes del macizo etíope también viven a altitudes extremadamente elevadas, entre 3000 y 3500 metros. Los etíopes de las tierras altas presentan niveles elevados de hemoglobina, como los andinos y los habitantes de las tierras bajas en las grandes altitudes, pero no muestran el aumento del contenido de oxígeno de la hemoglobina de los andinos. Entre los individuos sanos, las concentraciones medias de hemoglobina son de 15,9 y 15,0 g/dl para hombres y mujeres, respectivamente (que es inferior a lo normal, similar a la de los tibetanos) y la saturación media de oxígeno de la hemoglobina es del 95,3 % (que es superior a la media, como la de los andinos). Además, los etíopes de las tierras altas no muestran ningún cambio significativo en la circulación sanguínea del cerebro, lo que se ha observado entre los peruanos que habitan en grandes altitudes y se ha atribuido a sus frecuentes enfermedades relacionadas con la altitud. Sin embargo, al igual que los andinos y los tibetanos, los montañeses etíopes son inmunes a los peligros extremos que plantea el entorno de gran altitud y su patrón de adaptación es único respecto al de otros pueblos de las tierras altas.

## Base genética
En los últimos años se ha estudiado la evolución molecular subyacente de la adaptación a la altitud. Dependiendo de las presiones geográficas y ambientales, la adaptación a la altitud implica diferentes patrones genéticos, algunos de los cuales han evolucionado hace poco tiempo. Por ejemplo, las adaptaciones tibetanas se hicieron prevalentes en los últimos 3000 años, un ejemplo de la rápida evolución humana reciente. A principios del siglo XXI, se informó de que la composición genética de los componentes respiratorios de las poblaciones tibetana y etíope eran significativamente diferentes.

### Tibetanos
Numerosas pruebas obtenidas de los habitantes del altiplano tibetano sugieren que la variación en los niveles de hemoglobina y oxígeno en sangre es adaptativa como aptitud darwiniana. Se ha documentado que las mujeres tibetanas con una alta probabilidad de poseer uno o dos alelos para un alto contenido de oxígeno en sangre (poco frecuente en otras mujeres) tenían más hijos supervivientes; cuanto mayor era la capacidad de oxígeno, menor era la mortalidad infantil. En 2010, se identificaron por primera vez los genes responsables de los rasgos adaptativos únicos tras la secuenciación del genoma de 50 tibetanos y 40 chinos de la etnia han de Pekín. Inicialmente, la señal más fuerte de selección natural fue un factor de transcripción implicado en la respuesta a la hipoxia, denominado proteína del dominio endotelial PAS 1 (EPAS1). Se descubrió que un polimorfismo de un solo nucleótido (SNP) en EPAS1 muestra una diferencia de frecuencia del 78 % entre las muestras tibetanas y las de China continental, lo que representa el cambio genético más rápido observado en cualquier gen humano hasta la fecha. De ahí que la adaptación tibetana a la altitud se reconozca como uno de los procesos más rápidos de evolución fenotípicamente observable en los seres humanos, que se estima ocurrió hace unos miles de años, cuando los tibetanos se separaron de la población china continental. El momento de la divergencia genética se ha estimado hace 2750 años (estimación original), 4725, 8000 o 9000 años.
Las mutaciones en EPAS1 se dan con mayor frecuencia en los tibetanos que en sus vecinos han y se correlacionan con la disminución de las concentraciones de hemoglobina entre los tibetanos. Esto se conoce como el sello distintivo de su adaptación a la hipoxia. Simultáneamente, también se identificaron dos genes, el homólogo 1 de EGL nueve (EGLN1), que inhibe la producción de hemoglobina en condiciones de alta concentración de oxígeno, y el receptor activado por proliferador de peroxisomas alfa (PPARA), también fueron identificados como seleccionados positivamente para la disminución de los niveles de hemoglobina en los tibetanos.
Del mismo modo, los sherpas, conocidos por su resistencia en el Himalaya, presentan patrones similares en el gen EPAS1, lo que constituye una prueba más de que el gen está sometido a presión de selección para su adaptación a la vida a gran altitud de los tibetanos. Un estudio realizado en 2014 indica que la mutación del gen EPAS1 podría haber sido heredado de homininos arcaicos, los denisovanos. Se cree que EPAS1 y EGLN1 son genes importantes para los rasgos adaptativos únicos en comparación con los de los chinos y los japoneses. El análisis comparativo del genoma realizado en 2014 reveló que los tibetanos heredaron una mezcla igual de genomas de los sherpas nepaleses y los han, y que adquirieron genes adaptativos del linaje sherpa. Además, se estimó que la división de la población se produjo hace entre 20 000 y 40 000 años, un intervalo respaldado por pruebas arqueológicas de ADN mitocondrial y del cromosoma Y que apuntan a una colonización inicial de la meseta tibetana hace unos 30 000 años.
Los genes EPAS1, EGLN1 y PPARA funcionan en conjunto con otro gen denominado factores inducibles por hipoxia (HIF), que es a su vez un regulador principal de la producción de glóbulos rojos (eritropoyesis) en respuesta al metabolismo del oxígeno. Los genes están asociados no sólo con la disminución de los niveles de hemoglobina, sino también con la regulación del metabolismo. EPAS1 se asocia significativamente con el aumento de la concentración de lactato, un producto de la glucólisis anaeróbica, y PPARA se correlaciona con la disminución de la actividad de oxidación de ácidos grasos. EGLN1 codifica una enzima, la prolil hidroxilasa 2 (PHD2), implicada en la eritropoyesis.
**Entre los tibetanos, una mutación en EGLN1 (concretamente en la posición 12, donde la citosina se sustituye por guanina; y en la 380, donde la G se sustituye por C) da lugar a la mutación PHD2 (el ácido aspártico en la posición 4 se convierte en glutamina, y la cisteína en la 127 se convierte en serina) y esta mutación inhibe la eritropoyesis. Se estima que esta mutación se produjo hace aproximadamente 8000 años. Además, los tibetanos están enriquecidos en genes de la clase de enfermedad de la reproducción humana (como los genes de los grupos de genes DAZ, BPY2, CDY, y HLA-DQ y HLA-DR) y las categorías de proceso biológico de respuesta al estímulo de daño del ADN y la reparación del ADN (como RAD51, RAD52, y MRE11A), que están relacionados con los rasgos adaptativos de alto peso al nacer y tono de piel más oscuro y son muy probablemente debido a la reciente adaptación local.

### Andinos
Los patrones de adaptación genética entre los andinos son muy distintos de los de los tibetanos y ambas poblaciones muestran indicios de selección natural positiva en distintos genes o regiones génicas. En el caso de los genes de la vía HIF, EGLN1 es el único caso en el que se observan indicios de selección positiva tanto en tibetanos como en andinos. Aun así, el patrón de variación de este gen difiere entre las dos poblaciones. Además, no existen asociaciones significativas entre los genotipos SNP de EPAS1 o EGLN1 y la concentración de hemoglobina entre los andinos, algo que sí es característico de los tibetanos.
El patrón andino de adaptación se caracteriza por la selección en una serie de genes implicados en el desarrollo y la función cardiovascular (como BRINP3, EDNRA, NOS2A). Esto sugiere que la selección en los andinos, en lugar de dirigirse a la vía HIF como en los tibetanos, se centró en adaptaciones del sistema cardiovascular para combatir enfermedades crónicas a gran altitud. El análisis de genomas andinos antiguos, algunos de los cuales datan de hace 7000 años, descubrió la selección en DST, un gen implicado en la función cardiovascular. Las secuencias del genoma completo de 20 andinos (la mitad de ellos con mal crónico de montaña) revelaron que dos genes, SENP1 (un regulador de la eritropoyesis) y ANP32D (un oncogén) desempeñan papeles vitales en su débil adaptación a la hipoxia.

### Etíopes
El mecanismo adaptativo de los etíopes de las tierras altas difiere del de los tibetanos y andinos debido a que su migración a dichas tierras fue relativamente temprana. Por ejemplo, los amhara han habitado altitudes superiores a los 2500 m durante al menos 5000 años y altitudes de entre 2000 y 2400 m durante más de 70 000 años. El análisis genómico de dos grupos étnicos, amhara y oromo, ha revelado que las variaciones genéticas asociadas a la diferencia de hemoglobina entre los tibetanos u otras variantes en la ubicación exacta del gen no influyen en la adaptación de los etíopes. Se han identificado varios genes candidatos como posibles explicaciones de la adaptación de los etíopes, entre ellos CBARA1, VAV3, ARNT2 y TR-beta. Se sabe que dos de estos genes (THRB y ARNT2) desempeñan un papel en la vía HIF-1, una vía implicada en trabajos anteriores sobre estudios tibetanos y andinos. Esto apoya la hipótesis de que la adaptación a la altitud surgió de forma independiente entre las diferentes poblaciones de las tierras altas como resultado de una evolución convergente.